# Vice-secrétaire général des Nations unies
Le vice-secrétaire général des Nations unies est, après le secrétaire général, le deuxième plus important fonctionnaire de l'ONU. Depuis le 1er janvier 2017, la fonction est occupée par Amina J. Mohammed.

## Historique
La fonction est créée le 19 décembre 1997 dans le cadre des réformes de Kofi Annan, pour aider le secrétaire général à assumer ses responsabilités et pour assurer la direction de son cabinet. La première titulaire entre en fonction le 2 mars 1998.

## Liste des vice-secrétaires généraux
| Nom                | Début du mandat  | Fin du mandat    | Pays        |
| ------------------ | ---------------- | ---------------- | ----------- |
| Louise Fréchette   | 2 mars 1998      | 31 mars 2006     | Canada      |
| Mark Malloch Brown | 1er avril 2006   | 31 décembre 2006 | Royaume-Uni |
| Asha-Rose Migiro   | 1er février 2007 | 30 juin 2012     | Tanzanie    |
| Jan Eliasson       | 1er juillet 2012 | 31 décembre 2016 | Suède       |
| Amina J. Mohammed  | 1er janvier 2017 | en fonction      | Nigeria     |